# Heffa Schücking
Heffa Schücking (* 1959) ist eine deutsche Biologin und Umweltaktivistin. Für ihre leitende Mitarbeit in der Umweltorganisation Urgewald erhielt Schücking mehrere Umweltpreise, darunter 1994 den Goldman Environmental Prize.

## Politische Arbeit und Aktivismus
Heffa Schücking ist eine Tochter von Engelbert Schücking und stammt aus der Familie Schücking. Sie ist vor allem für ihren Einfluss auf die Umweltpolitik bekannt. Mit dem Rainforest Memorandum, das sie 1988 vorbereitete, legte sie die Verbindung zwischen dem Konsum in nördlichen Industriestaaten und der Zerstörung des tropischen Regenwaldes offen. In dem Memorandum dokumentierte sie Deutschlands Verantwortung für die Zerstörung des Regenwaldes und setzte sich für ein Ende der zerstörerischen Handlungen im Primärwald (Urwald) durch deutsche Finanzmittel ein. Heute haben mehr als 1200 lokale Stellen in Deutschland eine oder mehrere Forderungen des Memorandums umgesetzt und außerdem den Einsatz von Tropenholz beim Bau von Stadtprojekten abgeschafft.
Ein wichtiger Teil ihrer Arbeit lag darin, Menschen, die von der Zerstörung des Urwaldes direkt betroffen sind, und ihre Landrechte gegenüber zerstörerischen Entwicklungsprojekten zu unterstützen. Ihre Lobbyarbeit veranlasste die deutsche Regierung dazu, viele Projekte dieser Art zu beenden oder adäquat zu verbessern. Außerdem führte ihr Engagement zu einer veränderten öffentlichen Haltung gegenüber der deutschen Entwicklungspolitik.
1992 gründete Schücking Urgewald, eine kleine Organisation, die einerseits das gebräuchliche Entwicklungsmodell hinterfragt und andererseits lokalen Gemeinden im Globalen Süden, die gegen zerstörerische Projekte kämpfen, praktische Unterstützung anbietet. Einen großen Erfolg feierte Urgewald, als es gelang, ein Großprojekt zum Bau eines großen Dammes im Arun-Tal zu stoppen. Das Arun-Tal ist eines der letzten ökologisch intakten Himalaya-Täler in Nepal. Das Engagement von Schücking und ihren Kollegen führte dazu, dass Deutschland aus dem Projekt ausstieg, die Weltbank nachzog und auf diese Weise das Projekt nicht zustande kam. Zusätzlich zur Arbeit für eine Reform der deutschen Entwicklungspolitik hat Urgewald begonnen, Subventionen, die die deutsche Regierung an Projekte aus dem Privatsektor vergibt, zu kontrollieren.
1997 haben Schücking und ihre Kollegen eine Schlüsselrolle dabei gespielt, eine große Kampagne anzulegen, um die Vergabe der deutschen Exportkreditversicherungen (Hermesdeckungen) zu reformieren. Diese Kampagne wurde von 140 deutschen NGOs und insgesamt von mehr als einer Million Menschen unterstützt und setzte sich für die Etablierung und Einhaltung strenger Umwelt- und Sozialstandards in diesem Bereich ein.
Schücking ist außerdem im Bereich Nichtregierungsorganisation-Bildung tätig: 1998 organisierte sie den ersten internationalen NGO-Workshop zum Thema Exportkredite und -versicherungen und hat geholfen, eine internationale Bewegung zu gründen, die Export- und Investitionssubventionen für die Rechte von lokalen Gemeinden und der Umwelt sensibilisiert.
Gegenwärtig konzentrieren sich Schücking und Urgewald auf die Organisation von Graswurzelaktivismus, um kommerzielle Banken davon zu überzeugen, Kohleminen in Kolumbien, Indien und der Appalachen-Region in den USA nicht weiter zu finanzieren. Für ihr gesamtes umweltpolitisches Engagement bekam Heffa Schücking 1994 den Goldman Environmental Prize verliehen und wurde 2017 zur Stromrebellin des Jahres gekürt. 2021 erhielt Schücking den Nachhaltigkeitspreis für herausragendes Engagement der Brauerei Neumarkter Lammsbräu.